# Disocactus ackermannii var. conzattianus
Disocactus ackermannii subsp. conzattianus, podvrsta kaktusa Disocactus ackermannii i jugozapadnog Meksika

## O uzgoju
- Preporučena temperatura:  Noć: 10-12°C
- Tolerancija hladnoće:  držati ga iznad 10°C
- Minimalna temperatura:  15°C
- Izloženost suncu:  treba biti na svjetlu
- Porijeklo:   Meksiko (Oaxaca)

## Sinonimi
- Disocactus ackermannii var. conzattianus (T.MacDoug.) Barthlott
- Nopalxochia ackermannii var. conzattianum (T.MacDoug.) Kimnach
- Nopalxochia conzattiana T.MacDoug.
- Phyllocactus weingartii A.Berger
- Pseudonopalxochia conzattiana (T.MacDoug.) Backeb.